# Carlo Carafa (Kardinal)
Carlo Carafa (auch Caraffa; * 29. März 1517 in Neapel; † 4. März 1561 in der Engelsburg in Rom) war ein Neffe und Kardinalnepot von Papst Paul IV. Zunächst Soldat, machte ihn sein Onkel zum Kardinal und übertrug ihm erhebliche Befugnisse. Er bestärkte den Papst in seiner antispanischen Haltung und trug zum Ausbruch des Krieges gegen Philipp II. bei. Nachdem der Papst von Verfehlungen seines Neffen erfahren hatte, verlor Carafa seinen Einfluss und wurde verbannt. Nach dem Beginn des Pontifikats von Pius IV. wurde Carafa zum Tode verurteilt und hingerichtet.

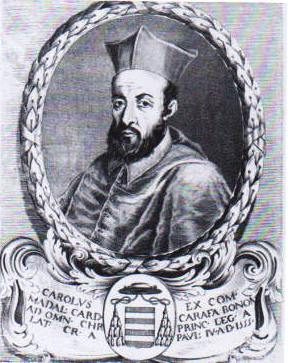
Carlo Carafa als Kardinal

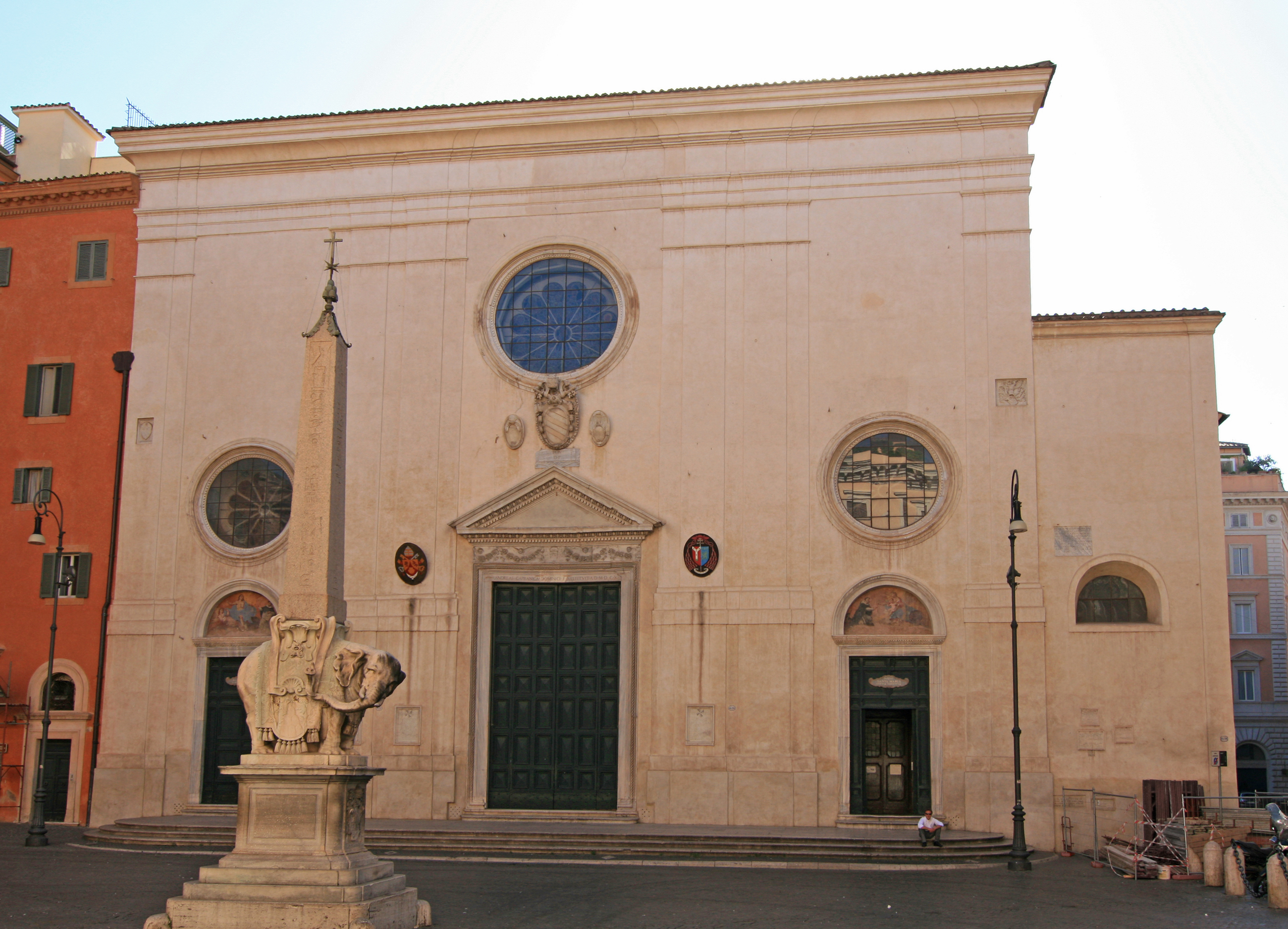
Santa Maria sopra Minerva in Rom. Grab des Kardinal Carlo Carafa und seines Onkels Paul IV.

## Familie
Er stammte aus dem italienischen Adelsgeschlecht Carafa und war Sohn des Giovanni Alfonso Carafa, Graf von Montorio, und der Caterina Cantelma. Einer seiner Brüder war Kapitän Antonio Carafa (1520 bis 1588), ein weiterer Giovanni Carafa, der spätere Herzog von Paliano. Sein Onkel war Gian Pietro Carafa, der spätere Papst Paul IV.

## Frühe Jahre
In jungen Jahren gehörte er dem Haushalt des Kardinals Pompeo Colonna und später dem von Pierluigi Farnese, Herzog von Castro, an. Er wandte sich aus Neigung dem Militärdienst zu. Paul III. ernannte ihn im Alter von fünfzehn Jahren zum Ritter des Malteserordens und stellte ihm das Prioriat in Neapel in Aussicht. Die Verweigerung dieses Postens durch Karl V. war eine Ursache für seine spätere antispanische Haltung.
Er kämpfte unter Alfonso d’Avalos in der Lombardei und im Piemont sowie unter dem Herzog von Parma Ottavio Farnese in Flandern und Deutschland. Aus Enttäuschung quittierte er die kaiserlich-spanischen Dienste; danach kämpfte er unter Piero Strozzi auf französischer Seite.
Carafa galt als typischer Condottiere. Er war ungeistig, ehrgeizig und gewissenlos und bedacht auf die Durchsetzung der eigenen Ziele und der Interessen seines Hauses. In seiner Zeit als Soldat hatte er verschiedene Rechtsbrüche und Verbrechen begangen. Aus Neapel war er 1545 wegen Raubes und Mordes ausgewiesen worden, ferner wurde ihm die Ermordung von verwundeten spanischen Soldaten in einem Hospital vorgeworfen.

## Kardinal
Nachdem sein Onkel Papst geworden war, erhob dieser Carafa 1555 zum Kardinal (Kardinaldiakon von Santi Vito, Modesto e Crescenzia). Der Papst wusste von seinem Vorleben und erteilte ihm bei der Kardinalserhebung ausdrücklich bezüglich seiner Verbrechen die Absolution. Genannt wurden dabei Raub, Sakrileg, Diebstahl und Mord. In der Folge hatte er zahlreiche Funktionen in der Verwaltung des Kirchenstaates inne. Er war Gouverneur verschiedener Städte, Legat und Leiter der päpstlichen Kanzlei. Die Ernennung zum Kardinal 1555 war verbunden mit der Übertragung großer Kompetenzen. Er unterstützte die antispanischen Vorstellungen seines Onkels und trug maßgeblich dazu bei, die päpstliche Politik in eine profranzösische Richtung zu treiben. Gleichzeitig ging es ihm um den Erwerb von Herrschaftsrechten für seine Familie.
Zweimal entsandte der Papst ihn zu Verhandlungen mit Heinrich II. nach Frankreich. Carafa war bemüht, ein Bündnis zwischen dem Herzogtum Ferrara, Frankreich und dem Kirchenstaat zustande zu bringen. In einem Vorvertrag wurde der Familie Carafa der Besitz von Siena in Aussicht gestellt. Frankreich sollte das Königreich Neapel bekommen und der Kirchenstaat das Herzogtum Mailand. Im Jahr 1556 kam es zum Krieg gegen Spanien und seine Verbündeten. Zu dessen Ausbruch hatte Carafa mit seiner Politik erheblich beigetragen. Obwohl mit französischen Truppen verstärkt, war die päpstliche Armee den spanisch-kaiserlichen Truppen nicht gewachsen. Der Kirchenstaat wurde teilweise besetzt. Ein Jahr später wurde der Kardinal an den Hof von Philipp II. entsandt, um Frieden zu schließen. Bereits im Vorfeld hatte er einen Wechsel der Allianzen vorbereitet.
Obwohl die Mission nicht völlig zufriedenstellend verlief, entzog der Papst ihm nicht sein Vertrauen, sondern übertrug ihm noch mehr Kompetenzen, sodass Carafa in der Folge die politische Macht fast gänzlich in den Händen hielt. Im Gegensatz zu seinem asketischen Onkel verbrachte er die Zeit mit der Jagd, Glücksspiel und Vergnügungen aller Art. Dieser Lebenswandel gab seinen Gegnern Auftrieb, und sie hinterbrachten das skandalöse Verhalten von ihm und seinem Bruder Giovanni, der aus Eifersucht seine eigene Frau getötet hatte, dem Papst. Der Papst beendete deren Herrschaft und schickte Carlo Carafa 1559 in die Verbannung.
Nach dem Tod des Papstes erhielt Carafa wieder die Rechte eines Kardinals zurück. Er nahm am Konklave von 1559 teil, in dem er als maßgeblicher Kopf einer Partei eine wichtige Rolle spielte. Nach der Wahl von Pius IV. waren Carafas Handeln und seine verhasste Herrschaft in der Zeit seines Onkels nicht vergessen. Im Jahr 1560 wurde er verhaftet und zusammen mit seinem Bruder und anderen Angehörigen seines Hauses inhaftiert. Auf Betreiben des Papstes wurde er wegen zahlreicher Punkte, die von Mord, Homosexualität bis zur Häresie reichten, angeklagt. Davon reichten einige Anklagepunkte bis in seine Zeit als Soldat zurück. Dies gilt etwa für den Vorfall bei einer Prozession, während der er ketzerische Reden geführt haben soll. Er wurde zum Tode verurteilt und vom Henker erdrosselt. Kurze Zeit später wurde der Fall erneut aufgerollt, und Carafa wurde rehabilitiert.
Begraben wurde er wie sein Onkel in der Carafa-Kapelle in der Kirche Santa Maria sopra Minerva in Rom.